# CE de Bois-Colombes
CE de Bois-Colombes – francuski klub szachowy z siedzibą w Bois-Colombes.

## Historia
Klub został założony w 1989 roku. W 2007 roku zespół awansował do Top 16. W 2008 roku klub zajął trzynaste miejsce w lidze. W kolejnym sezonie zespół spadł z Top 16. W 2013 roku zespół ponownie awansował do najwyższej klasy rozgrywkowej. W sezonie 2014 klub uzyskał czwartą pozycję w lidze. Następnie zespół zadebiutował w Pucharze Europy. CE de Bois-Colombes wygrał wówczas spotkania z Bon Accord Chess Club, Shakkivelhot i CE Monte-Carlo, a przegrał mecze z SG Solingen, Skákfélagið Huginn, Sestao XT i SK Team Viking i w klasyfikacji końcowej zajął 34. miejsce. W 2015 roku zespół zajął trzecią pozycję w mistrzostwach Francji, za CE Bischwiller i Clichy-Echecs 92, a w kolejnym sezonie ponownie był czwarty. W sezonie 2017 zespół zajął piąte miejsce w lidze. Sezon 2018 CE de Bois-Colombes zakończył na trzecim miejscu w krajowych mistrzostwach. W Pucharze Europy klub zajął 48. pozycję po wygranych z Lazio Scacchi i SA Chania, remisie z Gambitem Bonnevoie oraz porażkach z SK Team Viking, Bussums SG, Wood Green Chess Club i SF Wirtzfeld. W 2019 roku klub zrezygnował z prawa do uczestnictwa w pierwszej lidze i podjął rywalizację w Nationale I (drugi poziom). W 2024 roku zespół uzyskał awans do Top 16.
Zawodnikami klubu byli m.in. Thal Abergel, Bassem Amin, Axel Bachmann Schiavo, Christian Bauer, Mathilde Congiu,
Matthieu Cornette, Jan-Krzysztof Duda, Pauline Guichard, Ołeksandr Ipatow, Michaił Kozakow, Witalij Koziak, Viktor Láznička, Maria Leconte, Sébastien Mazé, Kamil Mitoń, Kamran Shirazi, Samy Shoker, Todor Todorow, Clovis Vernay i Siarhiej Żyhałka.